# ماغنیس اکلیوش
ماغنیس اکلیوش (انگلیسی: Maghnes Akliouche؛ زادهٔ ۲۵ فوریه ۲۰۰۲) بازیکن فوتبال الجزایری‌تبار اهل فرانسه است.
وی همچنین در تیم ملی فوتبال زیر ۲۰ سال فرانسه بازی کرده‌است.